# SnatchBot
SnatchBot ist eine kostenlose Anwendung, die es ermöglicht Chatbots für soziale Netzwerke zu erstellen.

## Geschichte
SnatchBot wurde 2015 von Henri Ben Ezra und Avi Ben Ezra gegründet, als Teil der Flut von technologischen Neuheiten und Neugründungen, die aus Israel, genauer Herzlia Pituach, kommen.
Im Juli 2017 war Snatchbot einer der Sponsoren des Chatbot Gipfels in Berlin. Bis zum Dezember 2017 haben mehr als 30 Millionen User Kontakt mit Chatbots aufgenommen, die auf der SnatchBot Plattform entstanden sind.

## Dienstleistungen
SnatchBot ermöglicht es Nutzern individuelle Bots für Facebook Messenger, Skype, Slack, SMS, Twitter und andere Plattformen sozialer Netzwerke zu entwickeln. SnatchBot bietet kostenfreie Modelle natürlicher Sprachverarbeitung. Zusammen mit den Funktionen zum maschinellen Lernen ermöglicht die Plattform die Auswertung der User-Absichten.